# 藤原重方
藤原 重方（ふじわら の しげかた、保安5年（1124年）ごろ - 没年不詳）は、平安時代後期の貴族。権中納言・藤原顕隆の孫。美濃守・藤原顕能の三男。官位は正四位下・右大弁。

## 経歴
近衛天皇の六位蔵人・右近衛将監を経て、康治2年（1143年）従五位下に叙爵。のち、宮内少輔を務める。久寿2年（1155年）後白河天皇が践祚すると女御・藤原忻子の家司に任ぜられ、忻子の立后後も中宮権大進・皇后宮権大進として仕えた。
後白河院が院政を開始するとその判官代を務める一方で、応保元年（1161年）二条天皇の五位蔵人に補せられる。長寛2年（1164年）正月に蔵人を除籍されるが、8月には還補されている。 永万元年（1165年）六条天皇が践祚すると引き続き五位蔵人を務めた。
仁安元年（1166年）8月に五位蔵人を辞して、左衛門権佐に遷り、翌仁安2年（1167年）正月に右少弁に遷任する。その後は、嘉応2年（1170年）従四位下・権右中弁、承安元年（1171年）従四位上、承安2年（1172年）右中弁、承安3年（1173年）正四位下、安元元年（1175年）左中弁と後白河院政期中期に弁官を務めながら昇進を重ねた。
治承3年（1179年）右大弁となり公卿の座を目前にするが、養和元年（1181年）8月29日病気のため出家した。

## 官歴
注記のないものは『弁官補任』による。
- 時期不詳：木工助[2]
- 康治元年（1142年） 6月12日：六位蔵人[2]。10月10日：右近衛将監[2]
- 康治2年（1143年） 4月9日：従五位下、元蔵人将監[2]
- 久安6年（1150年） 12月22日：宮内少輔[2]
- 仁平2年（1152年） 3月8日：従五位上[3]
- 久寿2年（1155年） 10月26日：女御藤原忻子家司[3]
- 保元元年（1156年） 10月27日：兼中宮権大進（中宮・藤原忻子）[3]
- 保元2年（1157年） 10月22日：正五位下[3]
- 保元4年（1159年） 2月21日：皇后宮権大進（皇后・藤原忻子）
- 永暦元年（1160年） 5月5日：見後白河院判官代[4]
- 応保元年（1161年） 9月15日：五位蔵人[5]
- 長寛2年（1164年） 正月11日：除籍[5]。8月1日：還補[5]
- 時期不詳：木工頭[5]
- 永万元年（1165年） 6月25日：五位蔵人（六条天皇受禅日）[5]。6月29日：二条院判官代[6]
- 仁安元年（1166年） 8月28日：左衛門権佐、辞蔵人木工頭[6]
- 仁安2年（1167年） 正月30日：右少弁、辞権佐
- 嘉応2年（1170年） 正月18日：権右中弁。3月24日：従四位下（去年伊勢大神宮臨時遷宮行事賞）。4月23日：摂政家若君（藤原基通）家司[7]
- 承安元年（1171年） 4月27日：従四位上
- 承安2年（1172年） 2月23日：右中弁
- 承安3年（1173年） 正月5日：正四位下（上西門院嘉応元年未給）
- 承安4年（1174年） 日付不詳：服解（母）。6月19日：復任
- 安元元年（1175年） 12月8日：左中弁。日付不詳：装束使
- 安元2年（1176年） 正月30日：兼紀伊権守（装束使労）[7]
- 治承3年（1179年） 10月9日：右大弁。日付不詳：氏院別当
- 治承4年（1180年） 正月28日：兼阿波権守[7]
- 養和元年（1181年） 8月29日：出家

## 系譜
『尊卑分脈』による。
- 父：藤原顕能
- 母：源遠仲の娘
- 妻：藤原清隆の娘
  - 男子：藤原重頼
- 妻：源盛賢の娘 - 上西門院半物
  - 男子：藤原能頼
- 妻：藤原光雅家女
  - 男子：藤原忠方
- 妻：藤原顕頼の娘
  - 女子：藤原光雅室
- 生母不詳の子女
  - 女子：
  - 女子：